# Simon Ax
Simon Ax (ur. 12 stycznia 1983) – szwedzki snowboardzista, wicemistrz świata.

## Kariera
Po raz pierwszy na arenie międzynarodowej pokazał się w 2001 roku, startując na mistrzostwach świata juniorów w Nassfeld, gdzie był szesnasty w halfpipe'ie. Jeszcze dwukrotnie startował na imprezach tego cyklu, najlepszy wynik osiągając podczas mistrzostw świata juniorów w Prato Nevoso w 2003 roku, zajmując dwunaste miejsce.
W zawodach Pucharu Świata zadebiutował 22 marca 2002 roku w Tandådalen, zajmując jedenaste miejsce w halfpipe’ie. Tym samym już w swoim debiucie wywalczył pierwsze pucharowe punkty. Na podium zawodów tego cyklu po raz pierwszy stanął 19 grudnia 2003 roku w Stoneham, kończąc rywalizację w big air na drugiej pozycji. W zawodach tych rozdzielił dwóch Finów: Jaakko Ruhę i Miikkę Hasta. W kolejnych startach jeszcze cztery razy stawał na podium zawodów PŚ, odnosząc przy tym dwa zwycięstwa: 21 stycznia 2004 roku w Monachium i 7 marca 2004 roku w Mount Bachelor wygrywał w big air. Najlepsze wyniki osiągnął w sezonie 2003/2004, kiedy triumfował w klasyfikacji big air.
Jego największym sukcesem jest srebrny medal w big air wywalczony na mistrzostwach świata w Kreischbergu w 2003 roku. Uplasował się tam między dwoma reprezentantami Finlandii: Risto Mattilą i Anttim Auttim. Był też między innymi dziesiąty w tej konkurencji podczas mistrzostw świata w Whistler dwa lata później. Nie startował na igrzyskach olimpijskich.
W 2006 roku zakończył karierę.

## Osiągnięcia

### Mistrzostwa świata
| Miejsce | Dzień       | Rok  | Miejscowość | Konkurencja | Zwycięzca     |
| ------- | ----------- | ---- | ----------- | ----------- | ------------- |
| 24.     | 17 stycznia | 2003 | Kreischberg | Halfpipe    | Markus Keller |
| 2.      | 18 stycznia | 2003 | Kreischberg | Big Air     | Risto Mattila |
| 10.     | 21 stycznia | 2005 | Whistler    | Big Air     | Antti Autti   |

### Puchar Świata

#### Miejsca w klasyfikacji generalnej
- sezon 2001/2002: -
- sezon 2002/2003: -
- sezon 2003/2004: -
- sezon 2004/2005: -
- sezon 2005/2006: 311.

#### Miejsca na podium
1. Stoneham – 19 grudnia 2003 (Big Air) - 2. miejsce
2. Klagenfurt am Wörthersee – 3 stycznia 2004 (Big Air) - 2. miejsce
3. Monachium – 21 stycznia 2004 (Big Air) - 1. miejsce
4. Mount Bachelor – 7 marca 2004 (Big Air) - 1. miejsce
5. Turyn – 13 marca 2004 (Big Air) - 2. miejsce